# باري فيليبس مور
باري فيليبس مور (بالإنجليزية: Barry Phillips-Moore)‏ مواليد 9 يونيو 1938 في أديليد، هو لاعب كرة مضرب أسترالي سابق بدأ مسيرته كمحترف سنة 1968 وكان يلعب باليد اليسرى، اعتزل اللعب في 1980. أعلى تصنيف له في الفردي كان المركز العشرين في سنة 1968.

## روابط خارجية
- باري فيليبس مور على موقع رابطة محترفي التنس (الإنجليزية)
- باري فيليبس مور على موقع الاتحاد الدولي لكرة المضرب (الإنجليزية)
- باري فيليبس مور على موقع خلاصة التنس.كوم (الإنجليزية)